# Liste der Naturschutzgebiete im Landkreis Neuwied
Im rheinland-pfälzischen Landkreis Neuwied gibt es zehn Naturschutzgebiete, wovon eines zum größeren Teil im benachbarten Landkreis Altenkirchen liegt.
| Name                                                | Bild | Kennung               | Kreis                                                  | Einzelheiten | Position | Fläche Hektar | Datum |
| --------------------------------------------------- | ---- | --------------------- | ------------------------------------------------------ | --- | -------- | ------------- | ----- |
| Langenbergskopf                                     |      | 7138-001 WDPA: 164354 | Landkreis Neuwied                                      | Leutesdorf | ⊙        | 1,85          | 1935  |
| Urmitzer Werth                                      |      | 7138-002 WDPA: 82760  | Landkreis Neuwied                                      | Engers Rheininsel und ufernahe Feuchtwiesen mit dem Engerser Rheinarm als Lebensraum seltener Tierarten, insbesondere bedrohter Vogelarten                          | ⊙        | 69,22         | 1957  |
| Auf der Hardt                                       | BW   | 7138-003 WDPA: 162281 | Landkreis Neuwied                                      | Altwied, Segendorf Streuobstbestände und -wiesen | ⊙        | 35,22         | 1997  |
| Meerheck                                            |      | 7138-004 WDPA: 82152  | Landkreis Neuwied                                      | Heimbach-Weis durch Bachversickerung entstandenes Sumpfgebiet „Meerheck“ mit eingestreuten Flachwasserzonen, Standort zahlreicher seltener Pflanzen, Vogelrastplatz | ⊙        | 5,75          | 1976  |
| Buchholzer Moor mit Lökestein und Sauerwieser Heide | BW   | 7138-005 WDPA: 81481  | Landkreis Neuwied                                      | Buchholz (Westerwald) Sauerwiese Heide / Flugplatz Eudenbach und Buchholzer Moor mit Lökestein                                                                      | ⊙        | 67,45         | 1982  |
| Am Kronenberg                                       | BW   | 7138-007 WDPA: 81289  | Landkreis Neuwied                                      | Bad Hönningen Orchideengelände am Kronenberg | ⊙        | 11,05         | 1937  |
| Berschaue                                           | BW   | 7138-013 WDPA: 162396 | Landkreis Neuwied                                      | Neustadt (Wied) Standort seltener und bedrohter Pflanzen und Pflanzengesellschaften, Lebensraum bedrohter Tierarten                                                 | ⊙        | 1,8           | 1990  |
| Erpeler Ley                                         |      | 7138-026 WDPA: 7054   | Landkreis Neuwied                                      | Erpel Basaltfels am Rhein | ⊙        | 8,56          | 1941  |
| Bertenauer Kopf und Telegraphenhügel                | BW   | 7138-032 WDPA: 81387  | Landkreis Neuwied                                      | Neustadt (Wied) Erhalt des Bertenauer Kopfs und des Telegraphenhügels                                                                                               | ⊙        | 31,74         | 1939  |
| Moor- und Heidegebiet bei Kircheib                  | BW   | 7132-026 WDPA: 82178  | Landkreis Altenkirchen (Westerwald), Landkreis Neuwied | Kircheib, Griesenbach Feuchtheiden, Zwischenmoor und Magerwiesen, Birkenbruch- und Eichenmischwald                                                                  | ⊙        | 21            | 1982  |
| Legende für Naturschutzgebiet                       |      |                       |                                                        | |          |               |       |